# Fába István
Fába István (1762 körül – Nagyszombat, 1806. november 22.) városi főjegyző.

## Élete
A nagyszombati egyetemen 1778-ban elsőéves bölcselethallgató volt. 1788-tól 1799-ig Nagyszombatban városi főjegyző, majd tanácsos volt.

## Művei
- Oratio eucharistica dicta emin. principi Josepho a Battyán, ecclesiae metrop. Strigoniensis archi-episcopo… pro collato sibi suisque gentilibus anno 1778. nobili praedio. Tyrnaviae, 1779.
- Ad Sereniss. principem regium, regi Hungariae palatinum, excelsos item proceres, inclytos status et ordines diaetaliter congregatos. Demissa informatio, et respective instantia liberae regiaeque civitatis Tyrnaviensis: ratione arcendorum de gremio sui judaeorum, manutenendique, ad mentem regni legum, legitimi, nullatenusque disputabilis, privilegii sui, eatenus praehibiti et saeculorum usu ac possessorio roborati. Tyrnaviae, 1790.

Kiadta nagybátyja, Fába Simon költeményeit (Pozsony, 1804.) a szerző arcképével.